# La Terre de la grande promesse
Pour les articles homonymes, voir Ziemia obiecana.
Pour plus de détails, voir Fiche technique et Distribution.
La Terre de la grande promesse (Ziemia obiecana) est un film polonais réalisé par Andrzej Wajda, sorti en 1975.

## Synopsis
À la fin du XIXe siècle, Łódź est devenue le centre textile le plus important d'Europe. La société polonaise en est profondément bouleversée.
Le scénario est adapté du roman La Terre promise (1899) de Wladyslaw Reymont.

## Fiche technique
- Titre : La Terre de la grande promesse
- Titre original : Ziemia obiecana
- Réalisation : Andrzej Wajda
- Scénario : Andrzej Wajda
- Société de production : Film Polski
- Pays d'origine : Pologne
- Format : Couleurs - 1,66:1 - Dolby Digital - 35 mm
- Genre : Drame
- Durée : 179 minutes
- Date de sortie : 1975

## Distribution
- Daniel Olbrychski : Karol Borowiecki, Polonais catholique
- Wojciech Pszoniak : Moryc Welt, juif
- Andrzej Seweryn : Max Baum, Allemand
- Anna Nehrebecka : Anka Kurowska
- Tadeusz Białoszczyński : le père de Karol
- Bożena Dykiel : Mada Müller
- Franciszek Pieczka : Müller
- Danuta Wodyńska : Müllerowa
- Marian Glinka : Wilhelm Müller
- Andrzej Szalawski : Herman Bucholz
- Jadwiga Andrzejewska : Bucholzowa
- Kalina Jędrusik : Lucy Zuckerowa
- Jerzy Nowak : Zucker
- Stanisław Igar : Grünspan
- Kazimierz Opaliński : le père de Max
- Bernard Ładysz : un commerçant russe
- Kazimierz Kaczor : Kipman

## Tournage
Une partie du tournage est réalisée au palais (en) de Karl Wilhelm Scheibler à Łódź.